# Arif Alvi
Arif Al-Rahman Alvi (in urdu عارف الرحمان علوی‎?; Karachi, 29 agosto 1949) è un politico e dentista pakistano, presidente del Pakistan dal 9 settembre 2018 al 10 marzo 2024.

## Biografia
Alvi è nato il 29 agosto 1949 a Karachi, in Pakistan.
Suo padre, Habib-ur-Rehman Elahi Alvi, era un dentista indiano che,dopo la creazione del Pakistan, ha deciso di migrare con la famiglia a Karachi e ha aperto una clinica dentale nella città Saddar. Suo padre divenne politicamente affiliato con Jamaat-e-Islami Pakistan. Secondo il sito web del Movimento per la Giustizia del Pakistan, il padre di Alvi era un dentista di Jawaharlal Nehru.
Dopo aver completato la sua prima educazione a Karachi, si trasferisce a Lahore nel 1967 per l'istruzione. Ha conseguito un Bachelor of Dental Surgery presso il De'Montmorency College of Dentistry. Ha completato il suo Master in protesi dentali alla University of Michigan nel 1975. Ha conseguito un Master in ortodonzia nel 1984 alla University of the Pacific di San Francisco, California. Dopo il ritorno in Pakistan, ha iniziato a praticare l'odontoiatria e ha aperto l'Alvi Dental Hospital.
Alvi è sposato con Samina Alvi. La coppia ha quattro figli a loro volta sposati.
Alvi è stato eletto presidente del Pakistan il 9 settembre 2018, in seguito al termine del mandato del suo predecessore, Mamnoon Hussain.